# Palacio de Justicia del Condado de Dixon
El Palacio de Justicia del Condado de Dixon es un edificio de gobierno situado en Ponca, en el estado de Nebraska (Estados Unidos). Se construyó entre 1883 y 1884 y se amplió entre 1939 y 1940. Fue incluido en el Registro Nacional de Lugares Históricos (NRHP) en 1990.
El palacio de justicia original tiene elementos de arquitectura de estilo italiano . La adición fue diseñada por el arquitecto de Lincoln JF Reynolds y tiene un estilo art déco.
Es una propiedad que contribuye en el distrito histórico de Ponca, que figura en la lista del NRHP.
La construcción de la adición fue la última salva en una guerra entre las ciudades de Ponca y Allen, sobre cuál sería la sede de condado.